# NAD+シンターゼ
NAD+シンターゼ(NAD+ synthase)は、EC 6.3.1.5)は、以下の化学反応を触媒する酵素である。
ATP + デアミドNAD+ + アンモニア{\displaystyle \rightleftharpoons }AMP + 二リン酸 + NAD+
従って、基質はATP、デアミドNAD+、アンモニアの3つ、生成物はAMP、二リン酸、NAD+の3つである。
この酵素はリガーゼ、特に炭素-窒素結合を形成する酸-D-アンモニアリガーゼ（アミドシンターゼ）に分類される。系統名は、デアミドNAD+:アンモニアリガーゼ (AMP生成)(deamido-NAD+:ammonia ligase (AMP-forming))である。この酵素は、ニコチン酸及びニコチンアミド代謝や窒素循環に関わっている。

## 構造
2007年末現在、11個の構造が解かれている。蛋白質構造データバンクのコードは、1WXE、1WXF、1WXG、1WXH、1WXI、1XNG、1XNH、2E18、2PZ8、2PZA、2PZBである。